# Sexualitat d'Adolf Hitler

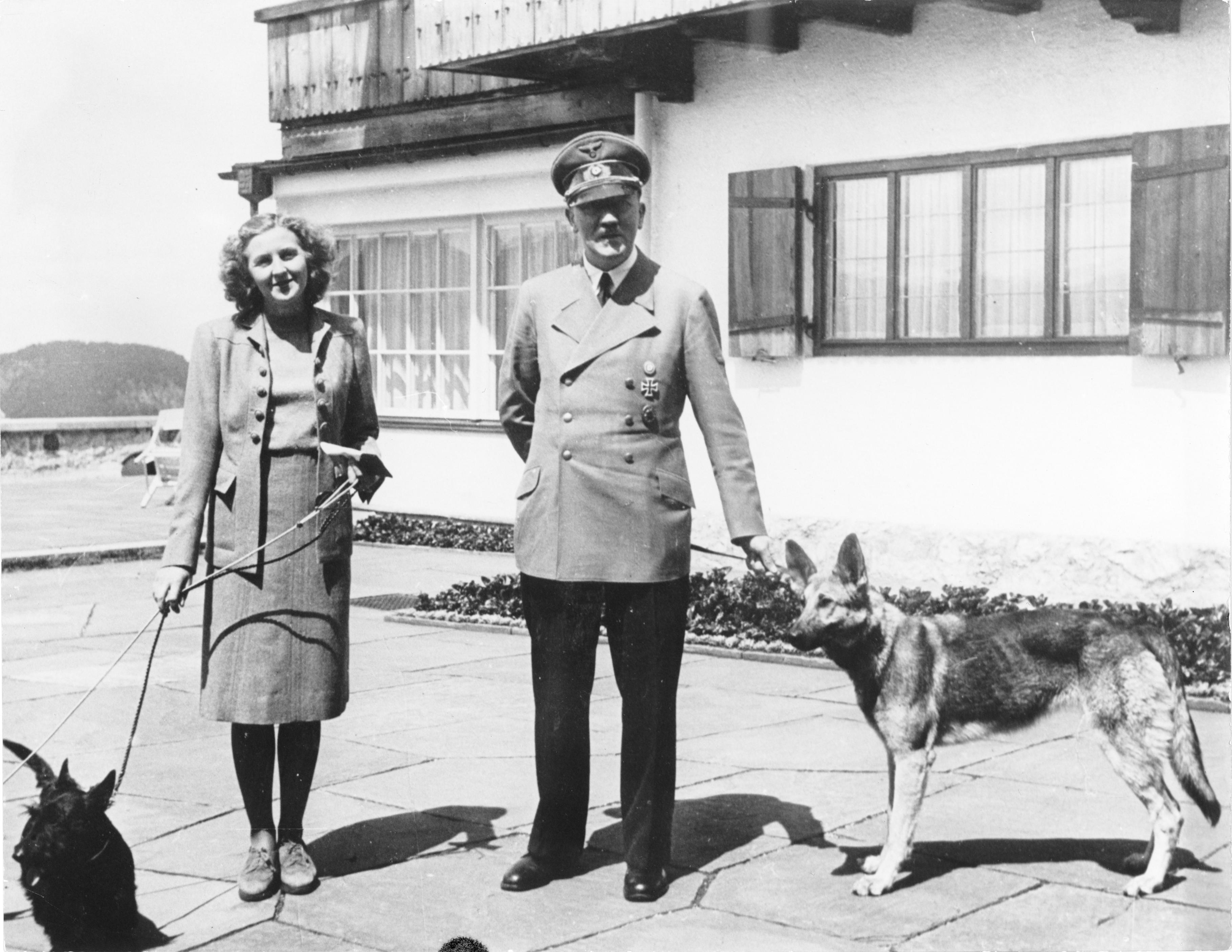
Adolf Hitler i Eva Braun amb llurs gossos a Berghof

La sexualitat d'Adolf Hitler ha estat durant molt de temps un tema de debat històric i acadèmic, així com d'especulacions i rumors. Hi ha proves que va tenir relacions amb diverses dones durant la seva vida, així com proves de la seva antipatia a l'homosexualitat, i cap evidència de trobades homosexuals. El seu nom s'ha relacionat amb una sèrie de possibles amants, dues de les quals es van suïcidar. Una tercera va morir de complicacions vuit anys després d'un intent de suïcidi, i una quarta també va intentar suïcidar-se.
Adolf Hitler va crear una imatge pública d'un celibat sense vida domèstica, dedicat completament a la seva missió política i al govern de l'Alemanya nazi. La seva relació amb Eva Braun, que va durar gairebé 14 anys, va quedar oculta al públic i a tots menys al seu cercle íntim. La biògrafa de Braun Heike Görtemaker assenyala que la parella va gaudir d'una vida sexual normal. Hitler i Braun es van casar a finals d'abril de 1945, menys de 40 hores abans de suïcidar-se junts.
Dos informes de guerra dels Aliats van intentar analitzar psicològicament Hitler. Un informe de Walter C. Langer de 1943 per a l'Oficina de Serveis Estratègics (OSS) dels Estats Units descriu que Hitler va reprimir les tendències homosexuals i opinava que era impotent copròfil. El psicòleg Henry Murray va escriure un informe psicoanalític separat per a l'OSS el 1943 que va treure conclusions semblants. Otto Strasser, un dels oponents de Hitler al Partit Nazi, també va explicar una història semblant als seus interrogadors de la postguerra. L'historiador britànic Sir Ian Kershaw descriu l'afirmació de Strasser com a "propaganda anti-hitleriana".
En la investigació posterior a la mort d'Hitler, s'han fet diverses afirmacions sobre l'orientació sexual d'Hitler: que era gai, bisexual o asexual. No hi ha proves concloents, però la majoria dels historiadors creuen que era heterosexual. Hi ha almenys una afirmació que Hitler va tenir un fill il·legítim (anomenat Jean-Marie Loret) amb una de les seves amants. Els historiadors principals, com Kershaw, descarten això com a improbable o impossible.

## Recomptes històrics
La vida sexual de Hitler ha estat durant molt de temps objecte d'especulació i rumors, molts dels quals van ser inventats o "animats" pels seus enemics polítics. Mentre que les preferències sexuals de Hitler eren conegudes per molts membres del cercle íntim de Hitler, no hi ha proves concloents de la sexualitat de Hitler. L'evidència que existeix sobre la vida privada de Hitler prové en gran part de persones del seu cercle íntim, com ara els seus ajudants, els seus secretaris, Albert Speer, la família Wagner i altres. Hi ha proves de es va enamorar d'algunes dones, així com proves de la seva antipatia per l'homosexualitat, i cap evidència que tingués un comportament homosexual. L'historiador britànic Sir Ian Kershaw el descriu com que li repel·lia el contacte personal i l'activitat sexual, incloses l'homosexualitat i la prostitució, sobretot quan era jove a Viena. Tenia por de contraure una malaltia de transmissió sexual.

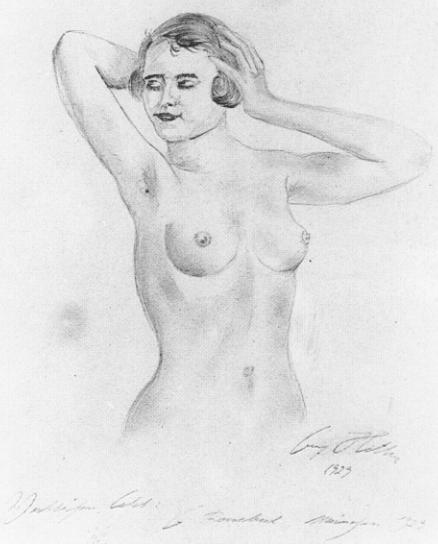
Dona nua. Dibuix de Hitler, 1929

Kershaw assenyala que com a soldat durant la Primera Guerra Mundial, Hitler no va participar en discussions sobre sexe amb els seus companys. Quan se'n burlaven del seu celibat durant aquest període, Hitler va respondre dient: "Em moriria de vergonya buscant sexe amb una noia francesa" i "No et queda cap sentit de l'honor alemany?" Quan un camarada li va preguntar si mai havia estimat una noia, Hitler va respondre: "Mai he tingut temps per a res com això, i mai no ho intentaré".

## Relacions amb dones
Hitler va crear una imatge pública d'un home cèlib sense vida domèstica, dedicat completament a la seva missió política. Es considerava atractiu per a les dones, en part per la seva posició de poder. Speer va recordar que va manifestar una preferència per les dones poc intel·ligents que no el desafiarien sobre la seva feina ni li impedirien relaxar-se en el seu temps lliure. Kershaw especula que Hitler preferia les dones més joves que fossin fàcils de dominar i modelar. Assenyala que almenys tres de les dones associades a Hitler (Eva Braun, Geli Raubal i Maria Reiter) eren molt més joves que ell: Braun era 23 anys més jove, Raubal era 19 anys més jove, i Reiter era 21 anys més jove que ell.

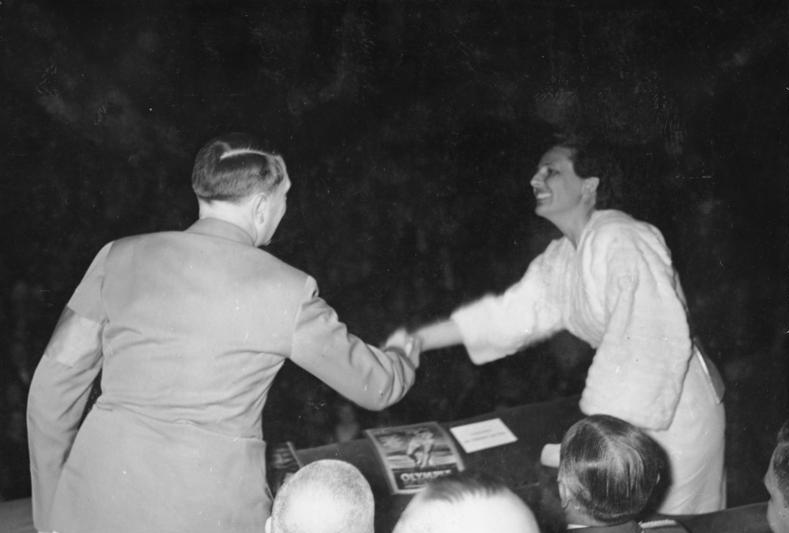
Leni Riefenstahl amb Adolf Hitler.

Ernst Hanfstaengl, un dels membres del cercle íntim de Hitler durant els primers anys a Múnic, va escriure que "Vaig sentir que Hitler era el cas d'un home que no era ni peix, ni carn ni ocell, ni totalment homosexual ni totalment heterosexual ... M'havia format la ferma convicció que era impotent, el tipus reprimit i masturbador." No obstant això, Hanfstaengl estava prou convençut de l'heterosexualitat de Hitler quan va intentar, sense èxit, fomentar un relació romàntica entre Hitler i Martha Dodd, filla de l'ambaixador estatunidenc. Segons Hanfstaengl, la cineasta Leni Riefenstahl va intentar iniciar una relació amb Hitler des del principi, però la va rebutjar. Magda Goebbels va convidar Hitler a festes per animar-lo a conèixer dones, però ell no va mostrar cap interès. Quan el visitaven dones estrangeres pronazis com Unity Mitford, Hitler normalment les feia conferències sobre política.

### Geli Raubal
Hitler estava profundament lligat a la seva mitja neboda Geli Raubal, 19 anys més jove que ell. Va començar a viure a la seva residència després que la seva mare es convertís en la mestressa de casa d'Hitler el 1925. Encara que es desconeix la naturalesa i l'abast exactes de la seva relació, Kershaw la descriu com una "dependència sexual" latent. Es rumorejava entre els contemporanis que mantenien una relació romàntica. Geli es va suïcidar amb l'arma de Hitler al seu apartament de Múnic el setembre de 1931. La seva mort va ser una font de dolor profund i durador per a Hitler.

### Eva Braun
La relació de Hitler amb Braun, que va durar gairebé 14 anys, va quedar oculta al públic i a tothom menys el seu cercle íntim. Els d'aquest cercle (la majoria dels quals van sobreviure a la guerra) sabien de la relació amb Braun i que van viure junts a Berchtesgaden com a parella. El valet de Hitler, Heinz Linge, va declarar a les seves memòries que Hitler i Braun tenien dos dormitoris i dos banys amb portes interconnectades al Berghof, i Hitler acabava la majoria de les nits sols amb ella al seu estudi abans de retirar-se al llit. Portava una "bata de casa" i bevia vi; Hitler prendria te. La biògrafa de Braun, Heike Görtemaker, assenyala que la parella va gaudir d'una vida sexual normal. Els amics de Braun i els seus familiars van descriure la seva risa davant d'una fotografia de 1938 de Neville Chamberlain assegut en un sofà al pis de Hitler de Múnic amb el comentari: "Si ell sabés què ha vist aquell sofà".
Les cartes d'Hitler evidencien que li agradava i es preocupava quan ella participava en esports o quan tornava tard a prendre el te. La seva secretària, Traudl Junge, va declarar que durant el guerra Hitler telefonava a Braun cada dia. Es preocupava per la seva seguretat quan s'allotjava a la casa de Munic que li havia comprat. Junge va preguntar a Hitler una vegada per què no es va casar mai. Hitler va respondre: "...no hauria pogut donar prou temps a la meva dona". Hitler li va dir que no volia fills, ja que haurien passat "... un moment molt difícil, perquè s'espera que tinguin els mateixos dons que els seus famosos pares i no se'ls pot perdonar que siguin mediocres". Al final, Hitler i Braun es van casar al Führerbunker de Berlín a finals d'abril de 1945, menys de 40 hores abans de suïcidar-se plegats.

## Opinió sobre l'homosexualitat
Ernst Röhm va ser l'amic més íntim de Hitler, l'única persona que l'anomenava "Adolf". Hitler va continuar donant-li suport durant l'escàndol Röhm de 1931-1932 en què el Münchener Post va revelar l'homosexualitat de Röhm, però la historiadora Laurie Marhoefer argumenta que això no és una prova de l'homosexualitat de Hitler. Després de la Nit dels ganivets llargs (1934), Hitler va descriure l'homosexualitat de Röhm i altres líders de la SA com a corrupta i immoral. L'agost de 1941, Hitler va declarar que "l'homosexualitat és en realitat tan infecciosa i tan perillosa com la pesta", i va donar suport als esforços del líder de les SS Heinrich Himmler de retirar els homes gais de l'exèrcit i de les SS. L'homosexualitat no era una de les prioritats de Hitler, en comparació amb la qüestió jueva. El Partit Nazi tenia opinions anti-homosexuals i declarava "qualsevol que fins i tot pensi en l'amor homosexual és el nostre enemic". El règim de Hitler perseguia homosexuals, en va enviar uns 5.000 a 15.000 als camps de concentració; entre 2.500 i 7.500 d'aquests van morir.

## Al·legació de pederàstia
Hermann Rauschning va afirmar haver vist al registre militar de la Primera Guerra Mundial de Hitler un article relatiu a una cort marcial que va declarar a Hitler culpable de pràctiques de pederàstia amb un oficial. Rauschning també va afirmar que a Múnic, Hitler va ser considerat culpable d'una violació del Paràgraf 175, que tractava de pederastia. No s'ha trobat cap prova de cap d'aquests dos càrrecs.

## Informes en temps de guerra de Langer i Murray per l'OSS
El 1943, l'Oficina Americana de Serveis Estratègics (OSS) va rebre A Psychological Analysis of Adolf Hitler: His Life and Legend de Walter C. Langer, encarregat d'ajudar als Aliats a entendre el dictador. L'informe, més tard ampliat en forma de llibre com a The Mind of Adolf Hitler: The Secret Wartime Report (1972), descriu que Hitler va reprimir les tendències homosexuals i afirma que era un impotent copròfil. El psicòleg Henry Murray va escriure un informe psicoanalític separat per a OSS també el 1943, titulat Analysis of the Personality of Adolph Hitler: With Predictions of His Future Behavior and Suggestions for Dealing with Him Now and After Germany's Surrender. També va tractar la suposada coprofília de Hitler, però en general va diagnosticar a Hitler un esquizofrènia. Un dels oponents de Hitler al Partit Nazi, Otto Strasser, va dir als interrogadors de l'OSS que el dictador nazi va forçar Geli Raubal a orinar i defecar sobre ell. Kershaw sosté que les històries distribuïdes per Strasser sobre presumptes "pràctiques sexuals desviades s'han de veure com ... propaganda anti-Hitler".

## Al·legacions recents
En la investigació posterior a la seva mort, s'han fet diverses afirmacions sobre la sexualitat d'Hitler: que era gai, bisexual o asexual, o que podria haver participat en activitats sexuals amb la seva mig neboda Geli Raubal.
Jack Nusan Porter de la Universitat de Massachusetts Lowell va escriure el 1998: "Hitler menyspreava els homosexuals? Estava avergonyit de la seva pròpia identitat homosexual? Aquestes són àrees de la psicohistòria que estan més enllà del coneixement conegut. Els meus propis sentiments. són que Hitler era asexual en el sentit tradicional i tenia fetitxes sexuals estranys".
L'historiador Lothar Machtan argumenta a The Hidden Hitler (2001) que Hitler era homosexual. El llibre especula sobre les experiències de Hitler a Viena amb amics joves, les seves relacions adultes amb (entre d'altres) Röhm, Hanfstaengl i Emil Maurice, i inclou un estudi del Protocol Mend, una sèrie d'al·legacions fetes a la policia de Múnic a principis de la dècada de 1920 per Hans Mend, que va servir amb Hitler durant la Primera Guerra Mundial. El periodista nord-americà Ron Rosenbaum és molt crític amb el treball de Machtan, dient que la seva "evidència no és concloent i sovint està força lluny de ser una prova". La majoria dels estudiosos rebutgen les afirmacions de Machtan i creuen que Hitler era heterosexual. El 2004, HBO va produir un documental basat en la teoria de Machtan, titulat Hidden Führer: Debating the enigma of Hitler's sexuality.

## Possibles relacions
El nom d'Adolf Hitler s'ha relacionat romànticament amb diverses dones que no són Eva Braun.
| Nom               | Vida                   | Edat a la mort | Causa de mort | Contacte amb Hitler                                      | Relació, referències |
| ----------------- | ---------------------- | -------------- | --- | -------------------------------------------------------- | --- |
| Stefanie Rabatsch | 1887 - després de 1973 | Desconegut     | | Suposadament c. 1905; mai es van parlar entre ells       | Possible interès amorós jovenil |
| Charlotte Lobjoie | 1898–1951              | 53             | | Suposadament la va conèixer c. 1917                      | presumptes amants; el seu fill Jean-Marie Loret va afirmar que Hitler era el seu pare. La visió dominant, expressada per historiadors com Anton Joachimsthaler, i Ian Kershaw, i el periodista belga Jean-Paul Mulders, és que la paternitat de Hitler de Loret és improbable o impossible. |
| Erna Hanfstaengl  | 1885–1981              | 96             | Es va conèixer a la dècada de 1920 | Es rumorejava que eren amants                            | |
| Maria Reiter      | 1911–1992              | 81             | Causes naturals; intent de suïcidi l'any 1928 per forcament | Es va conèixer l'any 1925                                | Possiblement amants |
| Geli Raubal       | 1908–1931              | 23             | Suicidi | Va viure a casa d'Hitler des de 1925 fins a la seva mort | Mig neboda, s'especula que eren amants |
| Eva Braun         | 1912–1945              | 33             | Doble suïcidi amb Hitler | Es va conèixer a la tardor de 1929                       | Companya a llarg termini; breument la seva dona |
| Unity Mitford     | 1914–1948              | 33             | Consternada per la declaració de guerra de Gran Bretanya a Alemanya, va intentar suïcidar-se; gairebé nou anys després va morir per complicacions relacionades amb el seu intent de suïcidi.. | Es va conèixer l'any 1934                                | Amics, s'especulava que amants |